# Franz Gräßel
Franz Xaver Gräßel (* 24. November 1861 in Obersasbach in Baden; † 4. März 1948 in Emmering) war ein deutscher Maler, der vor allem als Genremaler bekannt wurde.

## Leben
Gräßel wuchs auf einer Mühle bei Obersasbach auf und besuchte zunächst die höhere Bürgerschule im benachbarten Achern. 1878–1884 studierte er an der Kunstakademie  in Karlsruhe bei Conrad Hoff bis zur Meisterabteilung, wo er sich hauptsächlich dem Genre und Porträtfach zuwandte.

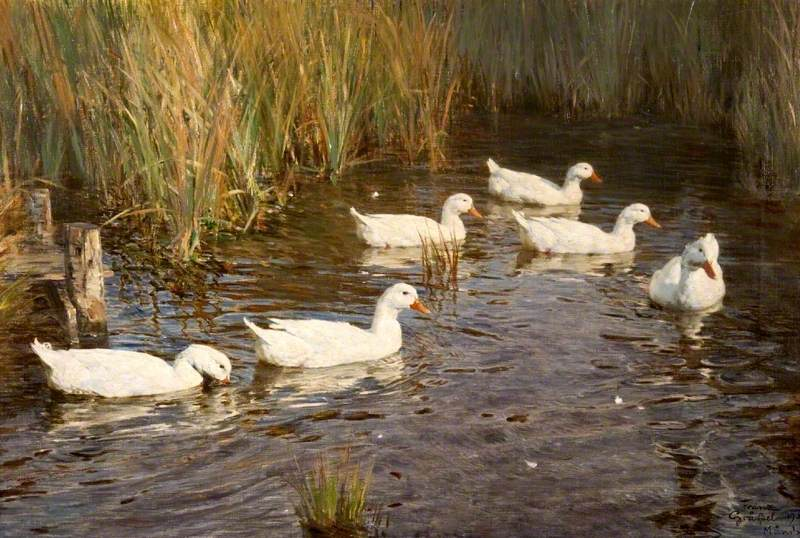
Enten (1903)

1885 wurde er als Lehrer an das Gymnasium zu St. Stephan in Straßburg berufen. 1886–1890 setzte er nach Studienreisen sein Studium bei  Wilhelm von Lindenschmit an der Akademie in München fort.
In den 1880er Jahren überwogen seine Bilder mit heimatlich-bäuerlichen Motiven. Wegen seiner Vorliebe für das bäuerliche Genre und für Federvieh wurde er der „Entenmaler“ genannt. Gräßel pflegte jedoch auch die Porträt- und Landschaftsmalerei.
Seit 1900 wohnte er in Emmering bei Fürstenfeldbruck, wo sich etliche Künstler angesiedelt hatten, die als „Brucker Maler“ bekannt wurden. 1901 heiratete er Wilhelmine „Minna“ Auguste Müller (1850–1931). 1911 wurde Gräßel durch Prinzregent Luitpold zum königlichen Akademie-Professor an der Akademie der Bildenden Künste München ernannt. Als 1924 die Brucker Künstlervereinigung gegründet wurde, wurde Gräßel ihr Ehrenvorsitzender.
Gräßel trat zum 1. August 1932 der NSDAP bei (Mitgliedsnummer 1.201.290). Er war 1938, 1939 und 1940 auf der Großen Deutschen Kunstausstellung in München mit vier Ölgemälden vertreten. Davon erwarb Hitler 1938 Enten am Bach und  Ein Herbsttag im Dorf und 1939 Joseph Goebbels Bei der Arbeit.
Werke Gräßels befinden sich im Besitz bedeutender Sammlungen wie der Nationalgalerie in Berlin, der Bayerischen Staatsgemäldesammlungen, der Städtischen Galerien in München, Nürnberg und Freiburg. In Emmering, dessen Ehrenbürger Gräßel wurde, wurden Ende 2006 zwei Gemälde aus dem Rathaus gestohlen.

## Auszeichnungen
- 1888 Medaille der Akademie in München
- 1897 Goldmedaille in München für das Genrebild „Bei der Arbeit“, das seine drei Schwestern in der heimatlichen Schwarzwaldstube zeigt.
- 1903 silberne Medaille in Salzburg
- 1909 Goldmedaille in München
- 1910 Goldmedaille bei der Internationalen Ausstellung in Buenos Aires